# Arthur Ogus
Arthur Edward Ogus é um matemático estadunidense, que trabalha com pesquisas sobre geometria algébrica. Foi catedrático do departamento de matemática da Universidade da Califórnia em Berkeley.
Ogus estudou matemática no Reed College, onde graduou-se em 1968, e obteve um doutorado em 1972 na Universidade Harvard, orientado por Robin Hartshorne. Dentre seus doutorandos na Universidade da Califórnia em Berkeley consta Kai Behrend.
Em setembro de 2015 ocorreu uma conferência em comemoração de seu aniversário de 70 anos no Institut des Hautes Études Scientifiques na França.

## Publicações selecionadas
Livros
- Berthelot, Pierre; Ogus, Arthur (1978), Notes on crystalline cohomology, ISBN 0-691-08218-9, Princeton, N.J.: Princeton University Press, MR 0491705.
- Deligne, Pierre; Milne, James S.; Ogus, Arthur; Shih, Kuang-yen (1982), Hodge cycles, motives, and Shimura varieties, ISBN 3-540-11174-3, Lecture Notes in Mathematics, 900, Berlin-New York: Springer-Verlag, MR 654325.
- Ogus, Arthur (1994), «F-crystals, Griffiths transversality, and the Hodge decomposition», Astérisque, 221, MR 1280543.

Artigos
- Ogus, Arthur (1973), «Local cohomological dimension of algebraic varieties», Annals of Mathematics, Second Series, 98: 327–365, MR 0506248, doi:10.2307/1970785.
- Bloch, Spencer; Ogus, Arthur (1974), «Gersten's conjecture and the homology of schemes», Annales Scientifiques de l'École Normale Supérieure, 7: 181–201, MR 0412191.
- Ogus, Arthur (1979), «Supersingular K3 crystals», Journées de Géométrie Algébrique de Rennes (Rennes, 1978), Vol. II, Astérisque, 64, Soc. Math. France, Paris, pp. 3–86, MR 563467.
- Berthelot, Pierre; Ogus, Arthur (1983), «F-isocrystals and de Rham cohomology I», Inventiones Mathematicae, 72 (2): 159–199, MR 700767, doi:10.1007/BF01389319